# Liencres
Liencres är ett samhälle i regionen Cantabria i norra Spanien som år 2006 hade omkring 2 500 invånare. Byn är mest känd för sin kust och natur. Den är belägen vid Spaniens nordkust, 9 kilometer väster om Santander.